# Hải đoàn
Hải đoàn (tiếng Anh: naval squadron) là một đơn vị có khoảng từ 3 đến 4 chiến hạm, tàu vận tải hay tàu ngầm loại lớn hay đôi khi là các tàu nhỏ thuộc một lực lượng đặc nhiệm hay thuộc một hạm đội lớn hơn. Một hải đoàn thường gồm có một nhóm đặc chủng cùng một loại tàu ví dụ như thiết giáp hạm, tuần dương hạm, khu trục hạm, hay nhiều loại tàu khác nhau có chung nhiệm vụ đặc biệt như tuần tra bờ biển, phong tỏa hay gài mìn. Những chiến hạm nhỏ thường được xếp vào đội hình có tên gọi là "flotilla", tạm dịch là các hạm đội nhỏ.
Trong Hải quân Hoa Kỳ, thuật từ "hải đoàn" thường được dùng để chỉ đội hình của các khu trục hạm và tàu ngầm.

## Thành phần tư lệnh
Một hải đoàn thường có một sĩ quan có quân kỳ riêng chỉ huy, ví dụ như một phó đô đốc hay một chuẩn đô đốc, nhưng đôi khi các hải đoàn được chỉ huy bởi một phó đề đốc hay một vị sĩ quan trên cấp bậc đại tá hải quân. Một hải đoàn lớn đôi khi được chia thành hai hoặc nhiều hải đội. Cũng giống như đơn vị hạm đội, một hải đoàn thường thường nhưng không nhất thiết là một đội hình thường trực.

## Các loại hải đoàn
Có một số loại hải đoàn:
- Hải đoàn độc lập: thực sự đây là các đội hình quá nhỏ để gọi là một hạm đội. Các hải đoàn độc lập có thể được phái đến một đại dương hay vùng biển nào đó và lấy tên của đại dương đó hay vùng biển đó. Vị đô đốc chỉ huy hải đoàn đó có thể là tổng tư lệnh hải quân ở vùng đó.
- Phân đội tạm thời của một hạm đội: trong thời thuyền buồm, hạm đội được chia thành các hải đoàn tiên phong, hải đoàn trung lộ và hải đoàn hậu tuyến và mỗi hải đoàn như thế được đặt tên theo vị trí của "tuyến trận" (line of battle). Một đơn vị tạm thời tách ra khỏi một hạm đội cũng được gọi là một hải đoàn.

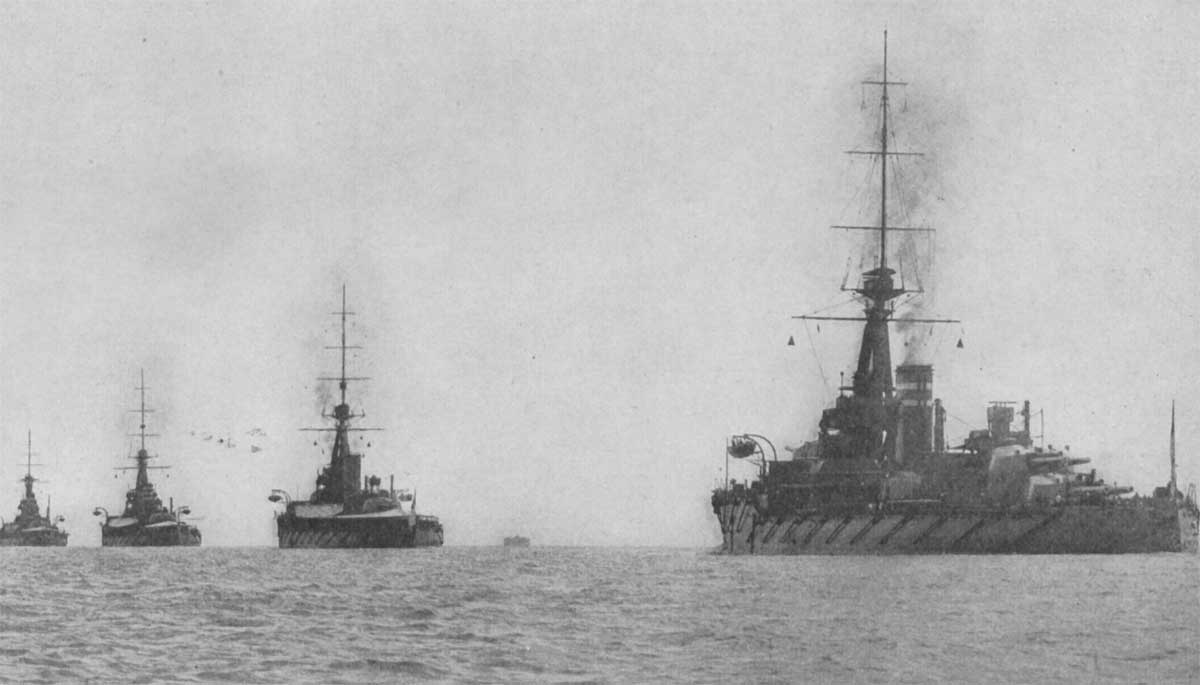
Hải đoàn tác chiến số 2 của Đại hạm đội Hải quân hoàng gia Anh trong Chiến tranh thế giới thứ nhất. Từ trái sang phải: King George V, Thunderer, Monarch, và Conqueror.

- Các đội hình tác chiến thường trực: khi các chiến hạm tiến hóa trong thế kỷ 19, các chiến hạm lớn hơn bắt đầu được họp thành các hải đoàn thường trực mang số gồm các chiến hạm cùng lớp, ví dụ như Hải đoàn Tác chiến số 5 thuộc Đại hạm đội Hải quân Hoàng gia Anh.

Trong hải quân hiện đại, các hải đoàn có chiều hướng trở thành những đơn vị hành chính. Đa số các hải quân trên thế giới bắt đầu không dùng "hải đoàn" làm đội hình chiến thuật trong Chiến tranh thế giới thứ hai. Nhu cầu cung cấp sự bảo vệ cho các chiến hạm to lớn chống tàu tàu ngầm bằng các khu trục hạm và không yểm từ các hàng không mẫu hạm đã đưa tới việc ngày càng có xu hướng sử dụng lực lượng đặc nhiệm gồm có bất cứ tàu nào sẵn sàng cho một chiến dịch đặc biệt.
Khi các chiến hạm ngày càng trở nên to lớn hơn thì thuật từ hải đoàn dần thay thế thuật từ "flotilla" (hạm đội nhỏ) để chỉ đội hình của các khu trục hạm, khu trục hạm nhỏ (frigates) và tàu ngầm trong nhiều hải quân trên thế giới.
Đơn vị "hải đoàn" không tương đương trực tiếp với một đơn vị nào trên bộ nhưng có lẽ tương đương gần bằng giá trị của một đơn vị lữ đoàn.